# Толедо, Франсиско де
Франси́ско де Толе́до, граф де Оропе́са или Франси́ско де Толе́до-и-Фигеро́а (исп. Francisco de Toledo y Figueroa) (10 июля 1515, Оропеса, Испания — 1584, Севилья, Испания) — испанский военачальник, политический деятель, вице-король Перу с 26 ноября 1569 до 23 сентября 1581. Считается учредителем перуанского вице-королевства, так как его система правил и уложений в экономике, политике, армии, торговле просуществовала в Южной Америке почти 300 лет; особенно известен благодаря своим Правилам, отредактированным юристами Хуаном де Матьенсо и Хуаном Поло де Ондегардо, чем вывел страну из последствий хаоса гражданских войн и упадка. Руководил составлением книг по истории Инков. Основатель городов: Кочабамба и др.

## Биография

### Первые годы
Франсиско родился во Дворце Альварес-де-Толедо (Palacio de los Álvarez de Toledo). Его отцом был Франсиско Альварес де Толедо-и-Пачеко, 2-й граф де Оропеса, а со стороны своей матери он был четвероюродным братом императора Карла V. Являлся потомком Альфонсо XI Кастильского и Леонор Нуньес де Гусман.
В 1535 году Толедо присоединился к военно-религиозного Ордену Алькантара. В течение почти двадцати лет он служил в императорской армии во Фландрии, Италии, Германии, Венгрии и Франции. Он был близким другом императора Карла V, и даже присутствовал при его смерти в 1558 году.

### Вице-король Перу
Толедо стал пятым вице-королём Перу в 1569 году. Он был назначен Филиппом II после того, как отслужил в качестве управляющего при королевском дворе. Само вице-королевство Перу к его приходу было в состоянии полной разрухи: от богатого наследия Инков не осталось и следа, население сократилось катастрофически и продолжало падать, старая командно-административная система инков фактически не работала, в многоязычном государстве не было переводчиков для осуществления коммуникации с местным населением, дороговизна европейских товаров, и бедность населения, уменьшившиеся урожаи и запустение земель, неравномерность обложения податью и высокие её ставки.
Во время своего правления Толедо осуществил много реформ:
- централизовал колониальные управленческие функции и установил базу уложений для будущего администрирования вице-королевством.
- установил королевскую власть и испанское господство в колонии.
- сломил власть энкомендеро, приведя их присяге королевской короне.

Его назвали «одним из величайших управителей всех времен.»

### Реформы Толедо
Он упорно трудился над тем, чтобы обратить в христианство местное население и предоставить им религиозное обучение. Толедо дал новые законы и королевские декреты относительно индейцев и их земель, и он собрал разрозненно живущих индейцев в деревни, или резервации: как правило, они составлялись из 400 семей. Он провозглашал законы, которые касались как индейцев, так и испанцев. Толедо попытался приспособить политические и социальные структуры Инков (в частности, Законы Инков) к жизни вице-королевства. Он также возобновил старую систему мита, которую преобразовал с принудительной общественной деятельности — в форму местной принудительной рабочей силы. Согласно его реформам миты, не более, чем одна седьмая часть мужчин деревни могла быть призвана в митимаи, они не могли работать вдалеке от их родных деревень, и они имели право на компенсацию за свою рабочую силу. Преобразовал испанскую колониальную систему землевладений — энкомьенды. Эти реформы позже назвали «Реформами Толедо».

### Составление истории Инков
Толедо назначил Педро Сармьенто де Гамбоа задачу написания хроники о доиспанских временах в Перу, собрав информацию у стариков, оставшихся в живых с того времени. Работы Сармьенто считаются неоценимым источником информации о том периоде, хотя, как показали исследования, многие факты из его книги и сама структура повествования совпадают с более ранними хрониками Педро Сьеса де Леона и Хуана де Бетансоса. Толедо послал даже ряд своих отчётов, писем и уникальных предметов инков Королю Испании, в надеждах, что будет основан музей для их сохранения.

### Основание Инквизиции
Он основал в Перу в 1570 году Инквизицию.

### Перепись населения
Детальная перепись была проведена с описанием различных этнических групп и их экономического статуса. Толедо сделал большой тур по осмотру колонии, проехав более чем 8000 км за пять с лишним лет. Он был единственным вице-королём Перу, осуществившим такую ознакомительную миссию. «Его осмотр убедил его, что злоупотреблений властью было много, и всё это нуждалось в исправлении, а многие недостатки в управлении, которые должны были быть устранены.»

### Строительство береговых укреплений
Он построил укрепления на побережье Тихого океана для защиты против пиратов. Он также основал Армаду Южного Моря (Южный Флот) в порту Кальяо. (Сэр Френсис Дрейк разорил побережье Перу в 1579 году).

### Строительство мостов
Он руководил работами по возведению мостов и улучшению безопасности передвижения.

### Чеканка монеты
Первые монеты, чеканившие для Перу (а на самом деле и для Южной Америки), появились между 1568 и 1570 годами. Серебро же из шахт в Потоси ходило по всему свету.

### Казнь Тупака Амару
Несправедливая казнь Инки Тупака Амару в 1572 из-за его восстания — лежит большим пятном на биографии Толедо.
По приказу Толедо, под командованием Мартин Уртадо де Арбьето, насобиралось 250 солдат, хорошо вооружённых и на лошадях, с приличным количеством надёжных ветеранов, а кроме того, две тысячи индейцев под руководством двух дружелюбных касиков. Все они отправились из Куско в Вилькабамбу в середине апреля 1572, где после серьёзного столкновения между индейцами и испанцами последние наконец-то победили и захватили Инку Тупак Амару и всех его полководцев. 24 сентября 1572 их повесили на площади Куско, а Инка был обезглавлен. Секретарь экспедиции Сармьенто де Гамбоа и переводчик и солдат Хуан де Бетансос, между которыми были дружественные отношения, присутствовали при казни тех несчастных; единственное, что те индейцы сделали, это защищали свою свободу и свои обычаи.
Есть рассказы очевидца, утверждающего, что много духовных лиц, убеждённых в невиновности Тупака Амару, попросили вице-короля, чтобы его отправили в Испанию для судебного разбирательства. Однако претензии других были иными: Инка действительно задумывал восстание и что Толедо попробовал проводить мирные переговоры, а значит, уладить разногласия, к тому же трое из его послов к Инке были убиты, и что Тупак Амару впоследствии склонил свою армию к сопротивлению колониальной армии. С этой точки зрения не было ничего произвольного или несправедливого в казни правителя Инки.

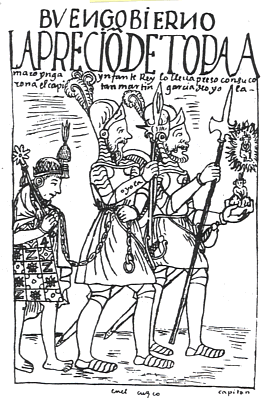
Тупак Амару, последний правитель инков, узник испанцев, 1572 (художник Гуаман Пома де Айала)

Священники предприняли попытку обратить Тупака Амару в христианство, но эти предложения были отклонены. Над пятью пленными военачальниками инков прошёл суд, но никто ничего не сказал в их защиту. Они были приговорены к виселице. Тела тех из них, кто умер ранее от пыток, были также повешены.
Процесс над Сапа Инка начался несколькими днями позже. Тупак Амару был обвинён в убийстве священников в Вилькабамбе, к которому, скорее всего, не имел отношения. Тупак Амару был приговорён к смертной казни. Многочисленные источники свидетельствуют, что многие католические священники, верящие в невиновность Тупака Амару, напрасно просили, стоя на коленях, отменить казнь, говоря, что Инка был послан Испании для процесса, но не для казни.
Очевидцы сообщают, что видели в день казни его верхом на муле с руками, связанными за спиной и петлёй на шее. Другие очевидцы сообщают, что собралась большая толпа и Сапа Инка охраняли сотни человек, вооружённых копьями. Перед главным собором на центральной площади Куско был установлен драпированный чёрной материей эшафот. Источники называют от 10,000 до 15,000 человек, присутствовавших на казни.
Тупак Амару взошёл на эшафот, сопровождаемый епископом Куско. Очевидцы сообщали: «множество индейцев, которые заполнили площадь, наблюдали это грустное зрелище [и знали, что] их правитель и Инка должен умереть, они взывали к небесам, все заглушали их крики и плачи.» (Murúa, 271)
По сообщениям Балтазара де Окампа и монаха-доминиканца из Куско Габриэля де Овьедо, они оба были очевидцами того, как Сапа Инка поднял руки, чтобы толпа замолчала, и его последними словами были:
«Ccollanan Pachacamac ricuy auccacunac yahuarniy hichascancuta.»
«Мать Земля, будь свидетелем как враги проливают мою кровь.»
Филипп II, однако, отнесся неодобрительно к казни. Толедо наживал себе врагов также и за свои реформы. Предыдущий вице-король Лопе Гарсиа де Кастро был одним из них. Кастро был теперь чиновником Совета по делам Индий, от имени которого он выступал против большинства реформ Толедо. Некоторые испанцы в Перу выступали против вице-короля из-за утраты ими части своих привилегий. Однако королевские государственные доходы, отсылавшиеся из Перу, только и делали, что возрастали. Впервые за пятнадцать лет отчётные книги были приведены в порядок, сбор налогов был упорядочен и приведён в исполнение, а доходы от серебряных рудников увеличились.

### Отзыв в Испанию, арест и смерть
Несмотря на всё это, Толедо был обвинён в несоблюдении балансово-отчётных книг и злоупотреблении казной. Он был отозван в 1581 году и вывезен в Испанию. Там его продержали в тюрьме до 1584 года, когда он и умер естественной смертью.

## Итог деятельности
- Внедрил систему мита (на основе инкской системы).
- Организовал проживание индейцев в резервациях.
- Внедрил Суд Святой Инквизиции.
- Арестовал правителя Инку Тупак Амару и покончил с сопротивлением инков в Вилькабамба.
- Сразился с известным пиратом Френсисом Дрейком.
- Завершил работу по чеканке монеты.

## Произведения
Количество оставленных Франсиско де Толедо произведений: писем, докладов, сообщений, распоряжений, указов, уставов, списков правил превышает всё созданное до него. Практически все они были изданы в XIX веке в составе различных сборников и насчитывают несколько томов. Вот некоторые из его работ:
- INFORMACIONES DE DON FRANCISCO DE TOLEDO, VIREY DEL PERÚ. Архивировано 21 июля 2012 года.